# Cães do programa espacial soviético
Selo comemorativo do 50º aniversário 
do lançamento de Belka (esquerda) 
e Strelka (direita).
Durante a década de 1950 e a década de 1960, a União Soviética utilizou vários cães como seres substitutos em testes de voos sub-orbitais e orbitais, a fim de determinar a possibilidade do voo espacial humano. Nestas duas décadas os soviéticos lançaram missões tripuladas com pelo menos 57 cachorros. O número de cães que foram ao espaço é reduzido, e alguns cães voaram mais de uma vez. A maioria sobreviveu aos testes, e os poucos que morreram foram perdidos principalmente por decorrência de falhas técnicas. A mais famosa cadela russa no espaço foi Laika — mas outros tantos serviram aos propósitos dos testes.

## Treinamento
O cachorro foi o animal preferido para as experiências porque os cientistas concluíram ser o animal que melhor suporta longos períodos de inatividade. Como parte de seu treinamento, ficaram confinados em pequenas caixas por 15 a 20 dias. Cães vagabundos, invés de animais habituados ao convívio doméstico, pois os cientistas perceberam que estes poderiam tolerar melhor os rigores e extremo estresse de um voo espacial. As cadelas foram usadas por conta de seu temperamento e também porque os trajes para coleta de urina e fezes foram equipados com um dispositivo especial, projetado apenas para trabalhar com fêmeas.
O treinamento delas incluía ficarem paradas por longos períodos, em cansativas roupas de astronauta, sendo colocadas em simuladores que agiam como um foguete durante o lançamento, como também sendo colocadas em centrífugas que simulavam a alta aceleração do foguete durante o lançamento, sendo mantidas em gaiolas progressivamente menores que as preparava para o confinamento das cápsulas espaciais. Sua alimentação consistia numa geleia rica em proteínas; isto era altamente fibroso e ajudava na excreção dos animais durante o longo tempo em repouso. Mais de 60% dos cães usados para ir ao espaço, segundo reportado, sofreram de obstipação e pedras na bexiga quando chegaram à base.

## Voos sub-orbitais

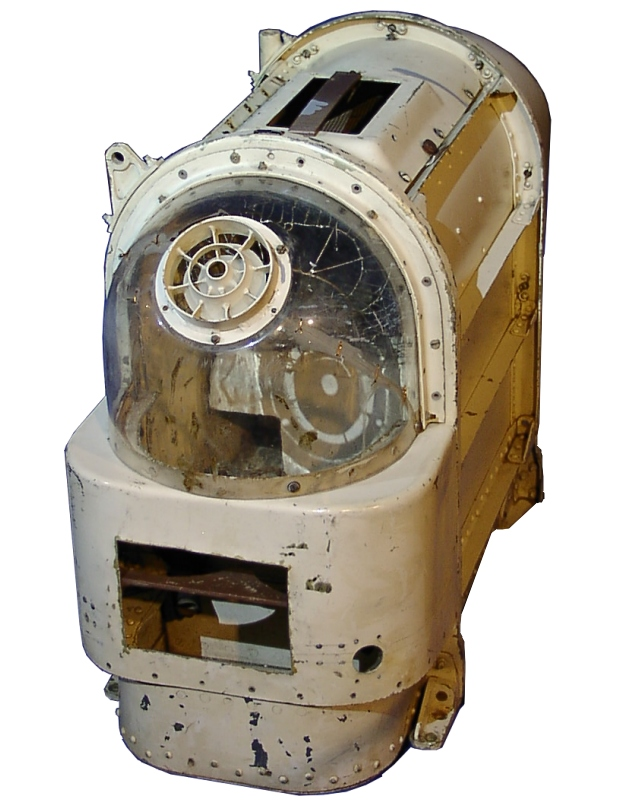
Caixa espacial original canina russa, usada nos voos sub-orbitais e orbitais.

Vários cachorros fizeram voos de grande altitude em foguetes geofísicos da série R-1, entre 1951 e 1952.

### Dezik, Tsigan e Lisa
Dezik (Дезик) e Tsigan (Цыган, "Cigano") foram os primeiros cães a realizar voos sub-orbitais, no dia 22 de julho de 1951. Ambos foram recuperados incólumes depois de viajarem numa altitude máxima de 100 km. Depois do voo, Tsygan foi adotado como animal de estimação pelo físico soviético Anatoli Blagonravov. Dezik realizou outro voo, em setembro daquele ano, junto a uma cadela chamada Lisa, mas não sobreviveram.

### Lisa e Rijik
Lisa (Лиса, "Raposa") e Rijik (Рыжик, "Gengibre" (ruiva)) voaram numa altitude de 100 km em 2 de junho de 1954.

### Smelaia e Malishka
Smelaia (Смелая, "Valente" ou "Corajosa") estava programada para realizar um voo em setembro, mas fugiu um dia antes do lançamento. Funcionários temiam que tivesse sido comida por lobos, mas foi encontrada no dia seguinte e realizou um voo de sucesso junto a um cão chamado Malishka (Малышка, "Pequeno").

### Bolik e ZIB
Bolik (Болик) fugiu alguns dias antes de seu voo em setembro de 1951. Um substituto chamado ZIB (possivelmente um acrônimo em russo para "Substituto para Bolik Perdido", "Замена исчезнувшему Болику"), um cão destreinado que foi encontrado vagando em volta do quartel, foi capturado e realizou um voo de sucesso.

### Otvajnaia e Snejinka
Otvajnaia (Отважная, "Valente") fez um voo em 2 de julho de 1959 em companhia de um coelho chamado Marfusha (Марфуша, "Marta") e outro cão de nome Snejinka (Снежинка, "Floco de Neve"). Ela realizou outros cinco voos entre 1959 e 1960.

### Albina e Tsiganka
Albina (Альбина, o nome era este, não uma condição de albinismo) e Tsiganka (Цыганка, "Cigana") foram ejetados de sua cápsula a uma altitude de 85 km e chegaram a salvo em terra. Albina foi um dos cães selecionados numa pequena lista para integrar o Sputnik 2, mas nunca voou em órbita.

### Damka e Krasavka
Damka (Дамка, "Pequena Dama") e Krasavka (Красавка, "Bonitinho") estavam nos planos para efetuarem um voo em 22 de dezembro de 1960, entretanto, após uma falha no foguete de fase superior, este foi abortado. Ambos foram depois resgatados com sucesso após um voo sub-orbital não previsto. Damka recebera os apelidos de Shutka (Шутка, "Piada") e  Jemtchujnaia (Жемчужная, "Perolada"), e Krasavka era também chamado Kometka (Кометка, "Cometinha") e Julka (Жулька, "Trapaceiro").
Outros cães que fizeram voos sub-orbitais incluem Dimka (Дымка, "Fumacinha"), Modnitsa (Модница, "Elegante") e Koziavka (Козявка, "Mosquitinho"). Pelo ao menos outros quatro cachorros voaram em setembro de 1951, e no mínimo dois deles morreram.

## Voos orbitais

### Laika
Laika (Лайка, "Latidora"), originalmente nomeada de Kudryavka (Кудрявка, "Encaracolada"), tornou-se o primeiro ser vivo terrestre em órbita, a bordo do Sputnik 2, em 3 de novembro de 1957. Alguns afirmam ser o primeiro passageiro vivo no espaço, mas outros reivindicam esse posto para os passageiros dos voos sub-orbitais. Ela era também chamada de Zhuchka (Жучка, "Besourinho") e Limonchik (Лимончик, "Limão"). As midia estadunidenses apelidaram-na de "Muttnik". Laika morreu após cinco a sete horas de voo devido ao estresse e ao grande aquecimento da nave. A verdadeira causa de sua morte não foi tornada pública até outubro de 2002; os funcionários do programa espacial soviético tinham reportado na época que a morte ocorrera devido ao vazamento no suprimento de oxigênio. O cientista russo Oleg Gazenko, responsável pelo projeto, expressou desde então seu pesar por permitir que Laika partisse para a morte.

### Bars e Lisichka
Bars (Барс, "Pantera" ou "Lince") e Lisichka (Лисичка, "Raposinha") morreram depois que o seu foguete explodiu 28,5 segundos após o lançamento, no dia 28 de julho de 1960. Bars também era chamado de Chayka ("Gaivota").

### Belka e Strelka

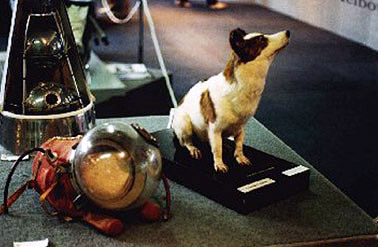
Strelka empalhada numa exposição na Austrália, em 1991.

Belka (Белка, literalmente, "Esquilo", mas como nome de cachorro significa um nome similar a "Branquinha" do russo: "белый" (para "branco")) e Strelka (Стрелка, "flecha") passaram um dia no espaço a bordo do Korabl-Sputnik-2 (Sputnik 5) em 19 de agosto de 1960 retornando a salvo à Terra.
Foram acompanhados nesta viagem por um coelho cinza, 42 camundongos, 2 ratos, pássaros e um número de plantas e fungos. Todos os passageiros sobreviveram. Foram as primeiras criaturas terrestres a ir em órbita e retornar vivos.
Strelka teve seis filhotes com um cachorro chamado Pushok, que participara em muitas experiências espaciais em solo, embora nunca tenha voado. Uma desses filhotes foi batizada de Pushinka (Пушинка, "Fofa") e foi presenteada a Caroline, filha do presidente John F. Kennedy por Nikita Khrushchev, em 1961. Em plena Guerra Fria foi relatado o "romance" entre Pushinka e um cão dos Kennedy, chamado Charlie, que resultou no nascimento de 4 filhotes, aos quais o presidente estadunidense referia-se jocosamente como "pupniks" (resultado da fusão de puppies  — filhotes  — com sputnik). Dois dos filhotes, Butterfly (Borboleta) and Streaker (Listrado) foram presenteados a crianças do Meio-Oeste dos EUA. Os dois outros filhotes, White Tips (Bico Branco) e Blackie (Pretinho), permaneceram em casa dos Kennedy, em Squaw Island, e foram presenteados a amigos da família. Descendentes de Pushinka vivem até os dias atuais. Uma fotografia dos descendentes dos "cães espaciais" encontra-se à mostra no Museu Zvezda, perto de Moscou.

### Pchelka e Mushka
Pchelka (Пчёлка, "Abelhinha") e Mushka (Мушка, "Mosquinha") ficaram um dia em órbita em 1 de dezembro de 1960 a bordo do Korabl-Sputnik 3 (Sputinik 6) com "outros animais", plantas e insetos. Por causa de um erro de navegação, sua espaçonave desintegrou-se durante a reentrada, no dia 2 de dezembro, e todos foram mortos. Mushka era um dos três cães treinados para o Sputnik 2 e usado nos testes em solo. Não viajou no Sputnik 2 porque tinha se recusado a alimentar-se corretamente.

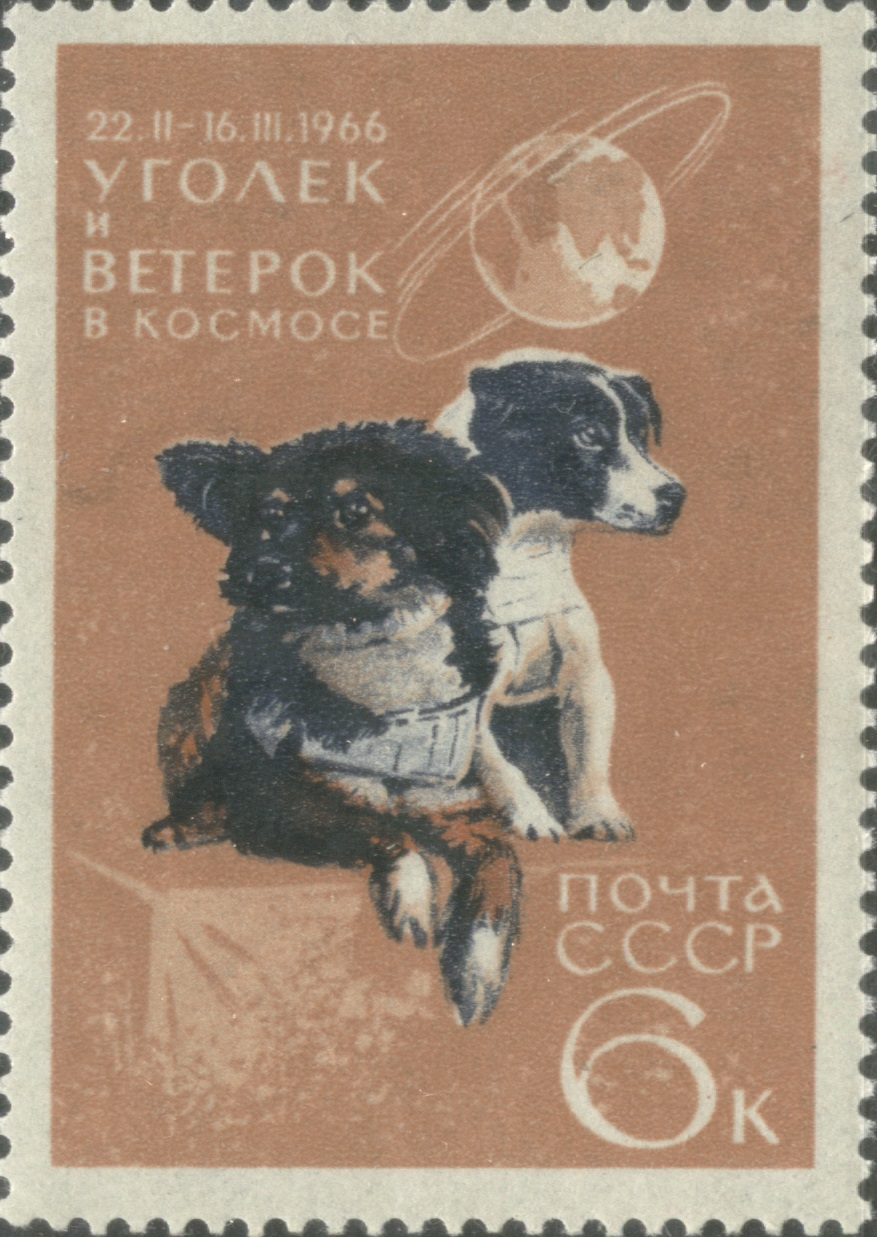
Ugolyok e Veterok no espaço. Selo soviético de 1966.

### Chernushka
Chernushka (Чернушка, "Pretinha") viajou na Korabl-Sputnik 4 (Sputnik 9) em 9 de março de 1961 com um manequim de cosmonauta (que recebeu o apelido de "Ivan Ivanovich"), ratos e um porquinho-da-índia. O manequim foi ejetado da cápsula durante a reentrada e fez uma aterrissagem suave, usando um para-quedas. Chernushka foi recuperada incólume dentro da cápsula.

### Zvezdochka
Zvezdochka (Звёздочка, "Estrelinha"), nome dado por Yuri Gagarin, orbitou a bordo do Sputnik 10 em 25 de março de 1961 com um manequim de cosmonauta em madeira, no último voo de testes antes do lançamento histórico de Gagarin, em 12 de abril. Novamente, o manequim foi ejetado da cápsula enquanto Zvezdochka permaneceu nela. Ambos foram recuperados com sucesso.

### Veterok e Ugolyok
Veterok (Ветерок, "Brisa") e Ugolyôk (Уголёк, "Carvãozinho") foram lançados em 22 de fevereiro de 1966 a bordo da Cosmos 110, e ficaram 22 dias em órbita antes de pousarem em 16 de março. Este record de permanência no espaço não foi superado por humanos até junho de 1973, na missão do Skylab 2, e permanece como o mais longo voo orbital já feito por cachorros.